# Westjakarta

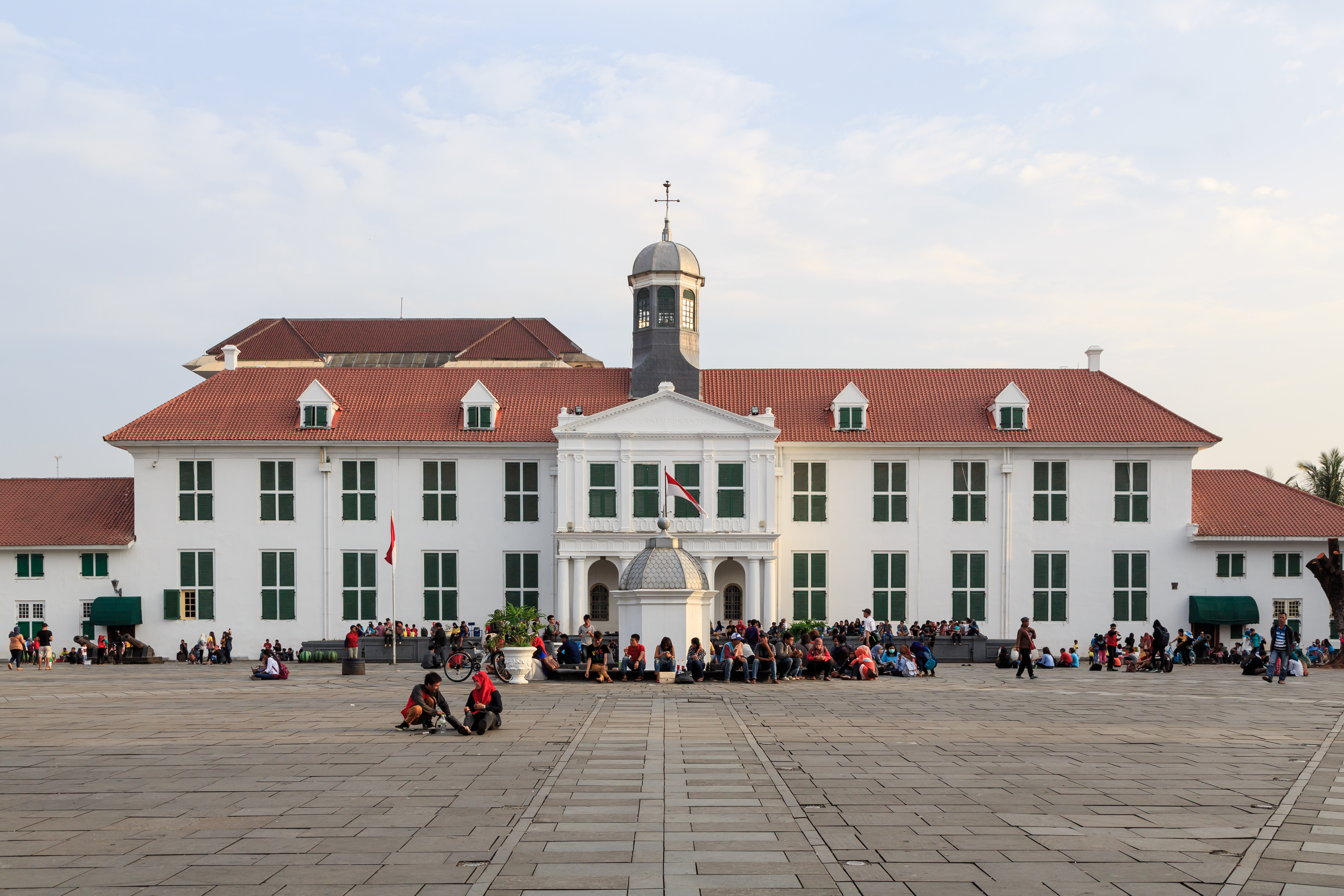
Museum Sejarah Jakarta (Histor. Museum)

Westjakarta (Bahasa Indonesia: Jakarta Barat) ist eine der fünf Verwaltungseinheiten (Kota Administrasi) der indonesischen Hauptstadt Jakarta. Westjakarta ist nicht selbstverwaltet und hat keinen Stadtrat, weshalb es nicht als eigenständige Gemeinde eingestuft wird. Zur Volkszählung 2010 hatte sie 2.281.945 Einwohner und zur Volkszählung 2020 2.434.511. Das Verwaltungszentrum von Westjakarta liegt in Puri Kembangan.

## Geographie

### Lage
Jawa Barat erstreckt sich zwischen 5°19′12″ und 6°23′54″  s. Br. sowie zwischen 106°22′42″ und 106°58′18″ ö. L. Es grenzt im Norden an den Regierungsbezirk Tangerang und Nordjakarta, im Osten an Zentraljakarta, im Süden an Südjakarta und im Westen an die Stadt Tangerang.

## Verwaltungsgliederung
Südjakarta ist in acht Bezirke (Kecamatan) mit 56 Gemeinden (Kelurahan) eingeteilt:
| Code 1   | Kecamatan Distrikt | Ibu Kota Verwaltungssitz | Fläche (km²) | Einwohner Census 2010 2 | Volkszählung 2020 | Volkszählung 2020 | Volkszählung 2020 | Anzahl der 6 | Anzahl der 6 | Anzahl der 6 |
| Code 1   | Kecamatan Distrikt | Ibu Kota Verwaltungssitz | Fläche (km²) | Einwohner Census 2010 2 | Einwohner 3       | 0Dichte 40        | Sex Ratio 5       | Kel. 6       | RW 7         | RT 8         |
| -------- | ------------------ | ------------------------ | ------------ | ----------------------- | ----------------- | ----------------- | ----------------- | ------------ | ------------ | ------------ |
| 31.73.01 | Cengkareng         | Cengkareng Barat         | 26,54        | 513.920                 | 551.682           | 20.786,8          | 103,0             | 6            | 87           | 1.061        |
| 31.73.02 | Grogol Petamburan  | Tanjung Duren Utara      | 9,99         | 222.338                 | 228.669           | 22.889,8          | 98,9              | 7            | 75           | 878          |
| 31.73.03 | Taman Sari         | Pinangsia                | 7,73         | 109.556                 | 119.509           | 15.460,4          | 100,2             | 8            | 60           | 685          |
| 31.73.04 | Tambora            | Angke                    | 5,40         | 236.974                 | 256.060           | 47.418,5          | 104,6             | 11           | 96           | 1.083        |
| 31.73.05 | Kebon Jeruk        | Kebon Jeruk              | 17,98        | 333.303                 | 341.938           | 19.017,7          | 100,5             | 7            | 69           | 712          |
| 31.73.06 | Kalideres          | Pegadungan               | 30,23        | 395.148                 | 430.575           | 14.243,3          | 102,7             | 5            | 75           | 752          |
| 31.73.07 | Pal Merah          | Palmerah                 | 7,51         | 198.721                 | 217.310           | 28.936,1          | 102,3             | 6            | 61           | 710          |
| 31.73.08 | Kembangan          | Kembangan Utara          | 24,16        | 271.985                 | 288.768           | 11.952,3          | 101,8             | 6            | 63           | 618          |
| 31.73    | Jawa Barat         | Jawa Barat               | 129,54       | 2.281.945               | 2.434.511         | 18.793,5          | 102,0             | 56           | 586          | 6.499        |

## Demographie
Mitte 2022 lebten in Jakarta Barat 2.589.589 Menschen, das heißt 1.302.548 Männer oder 50,30 % und 1.287.041	Frauen oder 49,70 %.

### Altersstruktur
24,06 % der Bevölkerung befindet sich im Kindesalter, 70,82 % (1.833.923) im arbeitsfähigen Alter (15–64 Jahre) und 5,12 % im Ruhestand.

### Familienstand und Religion
| Familienstand | Anzahl    | Anteil [%] |
| ------------- | --------- | ---------- |
| ledig         | 1.236.713 | 47,76      |
| verheiratet   | 1.237.425 | 47,78      |
| geschieden    | 35.516    | 1,37       |
| verwitwet     | 79.935    | 3,09       |

| Religion     | Anzahl    | Anteil [%] |
| ------------ | --------- | ---------- |
| Moslems      | 1.961.926 | 75,76      |
| Protestanten | 271.537   | 10,49      |
| Katholiken   | 150.235   | 5,80       |
| Buddhisten   | 202.123   | 7,81       |
| Hindus       | 2.780     | 0,11       |

## Sehenswürdigkeiten
West-Jakarta ist berühmt für seine Relikte aus der holländischen Kolonialzeit wie das Rathausgebäude (heute Museum Sejarah Jakarta in der Altstadt von Jakarta), Chinatown (Glodok) und auch eine Reihe alter Kirchen, Moscheen und Festungen aus der Zeit der frühen holländischen Kolonisierung von Batavia. Die Altstadt von Jakarta (Kota Tua Jakarta) befindet sich hier.

## Wirtschaft
Nach Südjakarta soll nun auch Westjakarta zu einem neuen Geschäftsviertel für den Raum Jakarta und darüber hinaus werden. Insbesondere im Bezirk Kembangan wurden Einkaufszentren, Unterhaltungszentren, Bürozentren, Krankenhäuser und Schulen gebaut. Dieses Gebiet ist von strategischer Bedeutung, da es von der Äußeren Ringstraße Jakartas (Jalan Lingkar Luar Jakarta) durchzogen wird.